# Brissac-Quincé
Brissac-Quincé ist eine Commune déléguée in der französischen Gemeinde Brissac Loire Aubance mit 3.175 Einwohnern (Stand: 1. Januar 2022) im Département Maine-et-Loire in der Region Pays de la Loire.

## Geografie
Der Ort Brissac-Quincé liegt an der Aubance auf 33 bis 78 Meter Meereshöhe und hatte zuletzt 3059 Einwohner (Stand 1. Januar 2013). Brissac-Quincé ist vom Schloss Brissac geprägt, das viele Touristen anzieht. Die nächsten größeren Orte sind in 15 Kilometer Entfernung Angers (im Norden) und Saumur in 37 Kilometer Entfernung.

## Geschichte
Der Ort kann auf eine tausendjährige Geschichte zurückblicken. Er war im 9. Jahrhundert die Hauptstadt eines Territoriums, das lateinisch als „Pagus bragascencis“ bezeichnet wurde. In seiner Geschichte weist der Ort  verschiedene Namen auf, so im Jahr 1060 Brachesac, 1323 Brechessac, 1406 Broichessac, im 15. Jahrhundert Brissessac und schließlich im 16. Jahrhundert Brissac. 
1964 fusionierten die Gemeinden Brissac und Quincé zur Gemeinde Brissac-Quincé. Diese Gemeinde wurde am 15. Dezember 2016 mit neun weiteren Gemeinden, namentlich Les Alleuds, Charcé-Saint-Ellier-sur-Aubance, Chemellier, Coutures, Luigné, Saint-Rémy-la-Varenne, Saint-Saturnin-sur-Loire, Saulgé-l’Hôpital und Vauchrétien zur neuen Gemeinde Brissac Loire Aubance zusammengeschlossen. Die Gemeinde Brissac-Quincé gehörte zum Arrondissement Angers und zum Kanton Les Ponts-de-Cé.

## Sehenswürdigkeiten
- Schloss Brissac mit Park
- Schloss Avrillé
- Kirche Saint-Vincent, 19. Jahrhundert, mit Fenster des 16. Jahrhunderts; zur Pfarrei Saint-Vincent-en-Aubance gehörend
- Wasserturm

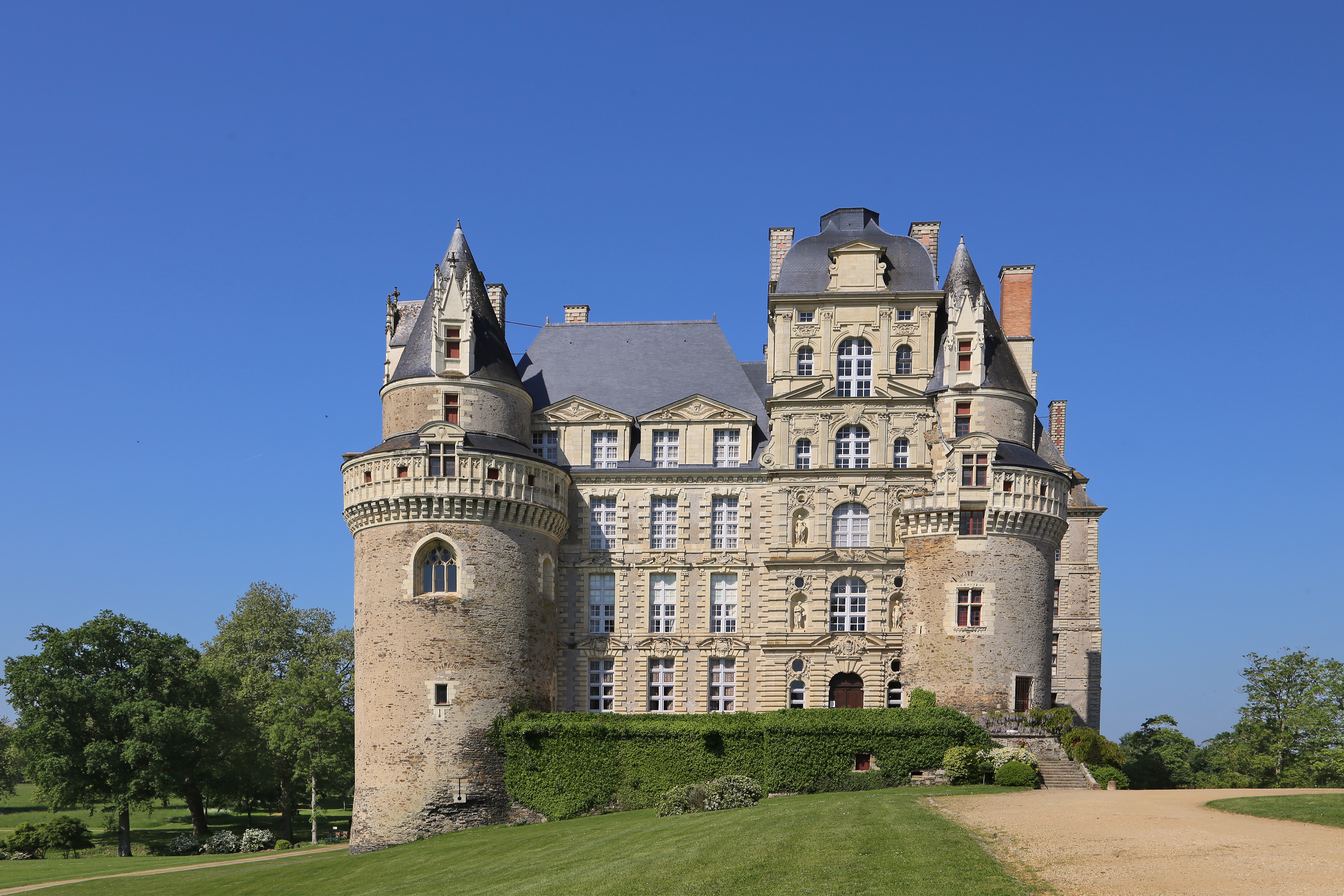
Schloss Brissac
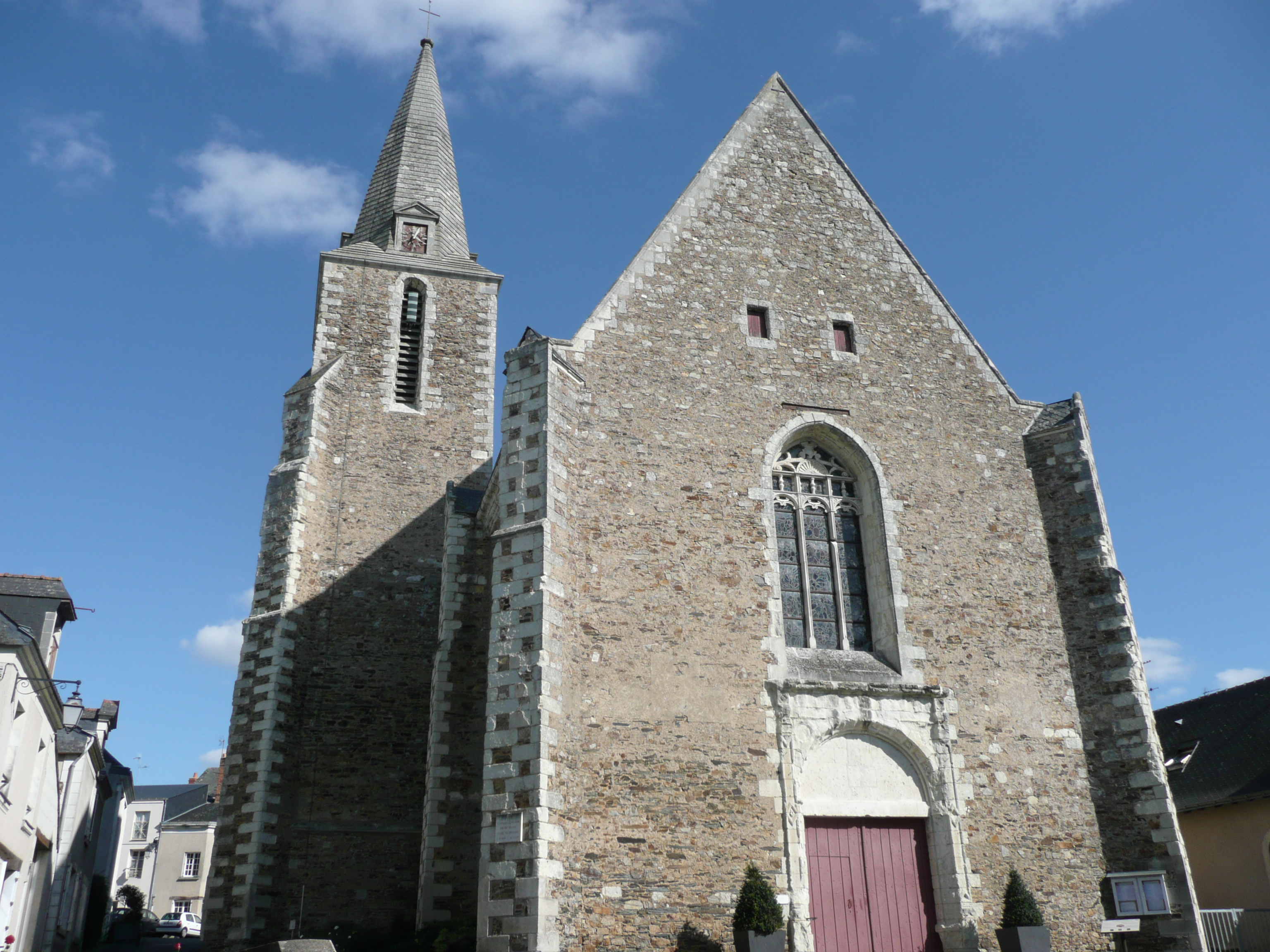
Kirche Saint-Vincent
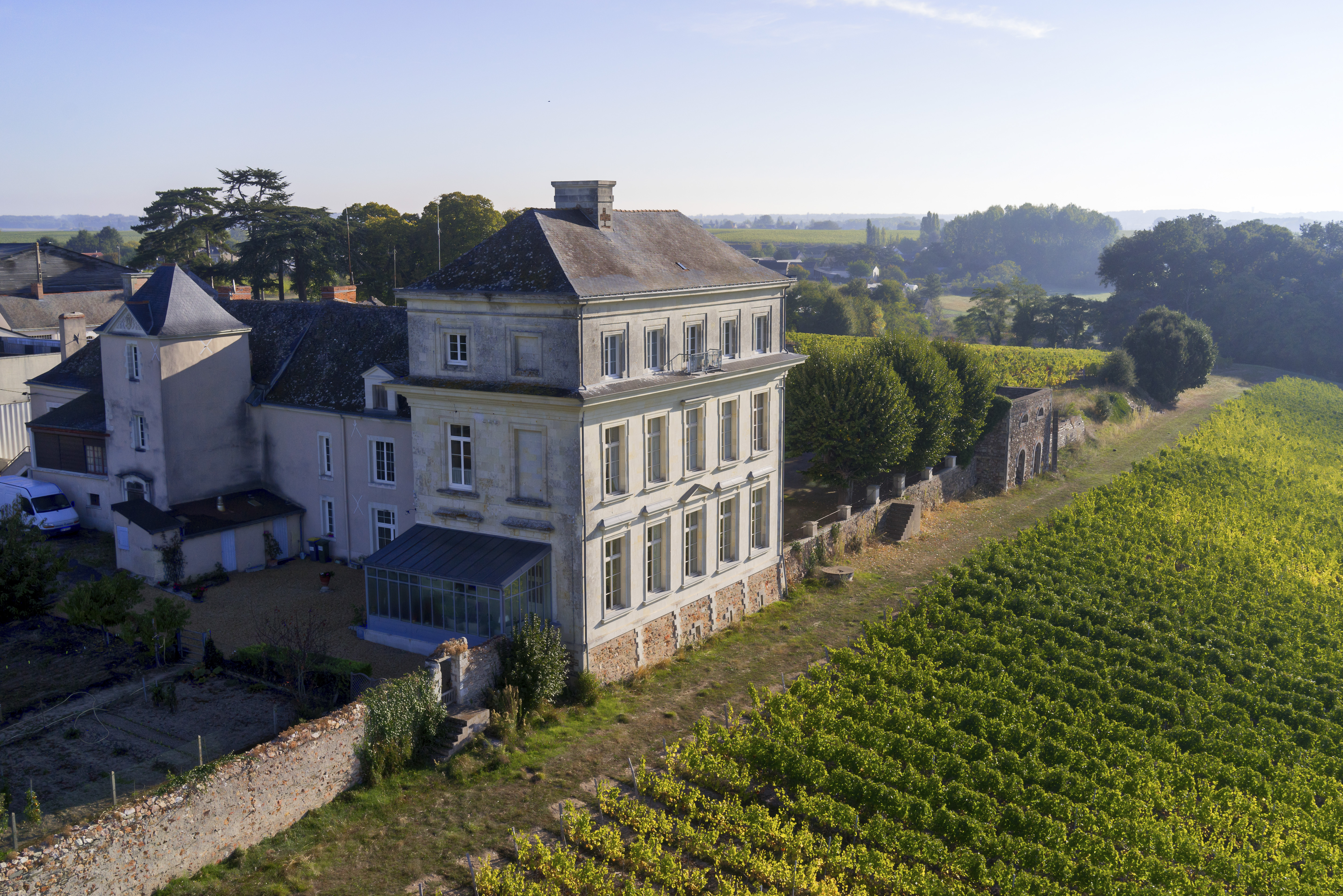
Schloss Avrillé
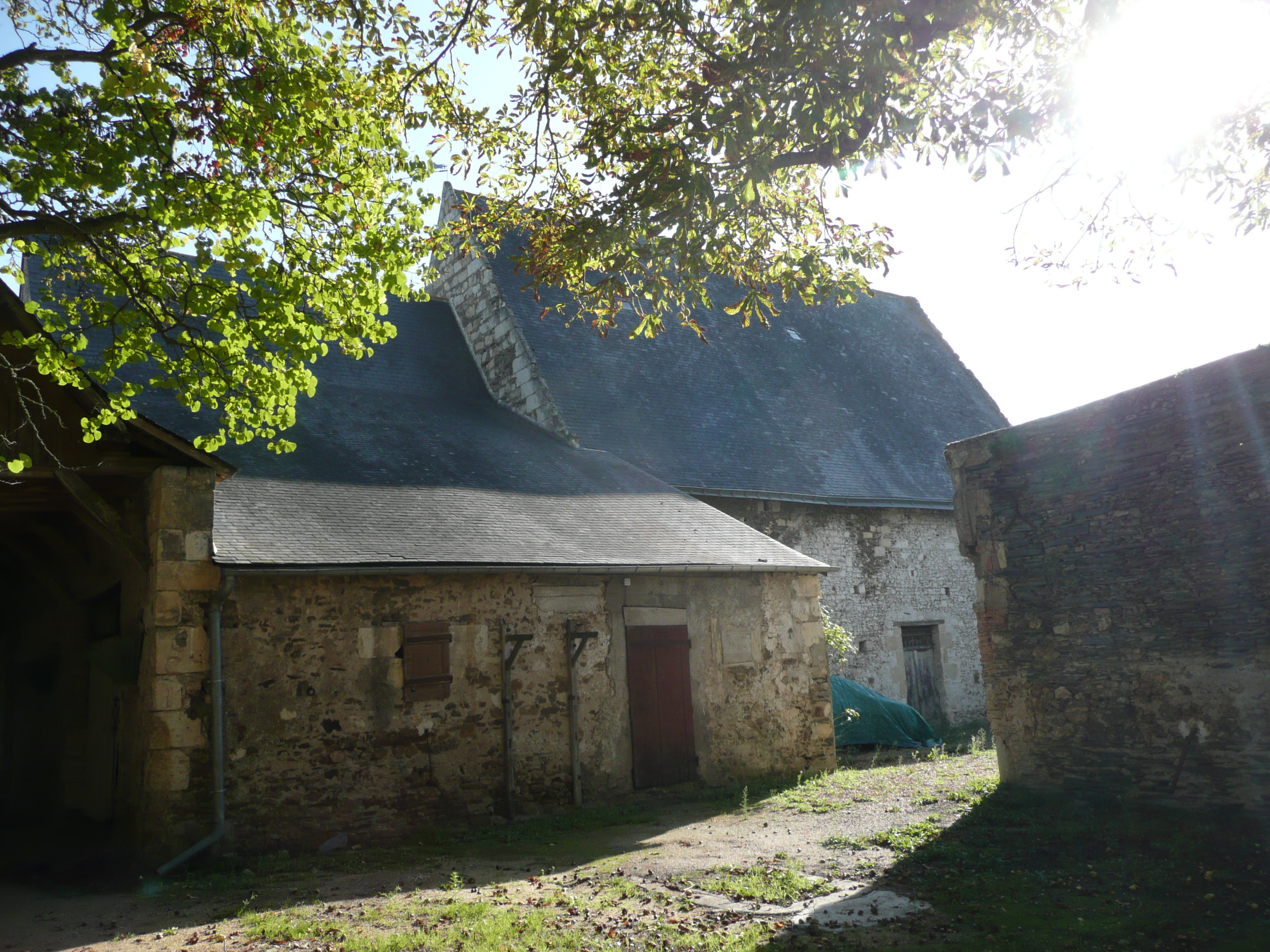
Ehemalige Priorei

## Weinbau
Die Reben im Ort gehören zum Weinbaugebiet Anjou.